# باشگاه فوتبال دیدکات تاون
باشگاه فوتبال دیدکات تاون (به انگلیسی: Didcot Town Football Club) یک باشگاه فوتبال در شهر دیدکات، کشور انگلستان است که در سال ۱۹۰۷ میلادی تأسیس شده‌است.